# Tho Bella Dinh-Zarr
Tho Bella Dinh-Zarr là nhà khoa học y tế công cộng người Mỹ gốc Việt, chuyên gia về phòng chống tai nạn thương tích. Dinh-Zarr từng là thành viên thứ 42 của Ban An toàn Giao thông Quốc gia, đồng thời là Phó Chủ tịch kiêm Quyền Chủ tịch ban này.

## Học vấn
Dinh-Zarr theo học các trường công lập ở Galveston, Texas. Bà tốt nghiệp Đại học Rice với tấm bằng Cử nhân tiếng Tây Ban Nha. Bà còn có bằng Thạc sĩ Y tế Công cộng (MPH) và Tiến sĩ (PhD) của Trường Y tế Công cộng Đại học Texas. Luận án Tiến sĩ của bà mang tên "Đánh giá bằng chứng liên quan đến các biện pháp can thiệp nhằm tăng cường sử dụng dây đai an toàn". Hồi ở trường trung học, Dinh-Zarr từng làm việc tại Bảo tàng Đường sắt trên Đảo Galveston, giúp xây dựng nhà vệ sinh ở Paraguay, và lúc vào trường đại học thì bà nghiên cứu văn học Mỹ Latinh ở Chile.

## Sự nghiệp
Dinh-Zarr là giám đốc Hoa Kỳ và giám đốc an toàn giao thông đường bộ của Quỹ FIA cho đến năm 2014. Khi ở NTSB, Dinh-Zarr gây tiếng vang nhờ việc ủng hộ bộ Luật BAC 0,05% nhằm ngăn chặn lái xe khi say rượu và điều khiến tàu hỏa tích cực (PTC). Bà đã bỏ phiếu bất đồng về đề xuất làm giảm bớt tầm quan trọng của PTC. Dinh-Zarr từng tiến hành điều tra các thảm họa như El Faro và vụ tai nạn tàu hỏa Hoboken. Sau khi hết nhiệm kỳ, Dinh-Zarr đã đồng sáng lập Liên minh Giải cứu Sinh mạng .05 (.05 Saves Lives Coalition), với nhiệm vụ vận động cho bộ luật .05 BAC ở mọi tiểu bang của nước Mỹ.